# HD13869
HD13869 — хімічно пекулярна зоря спектрального класу A0, що має видиму зоряну величину в смузі V приблизно  5,3.
Вона  розташована на відстані близько 293,0 світлових років від Сонця.